# Wilhelm Gottlieb Tilesius von Tilenau

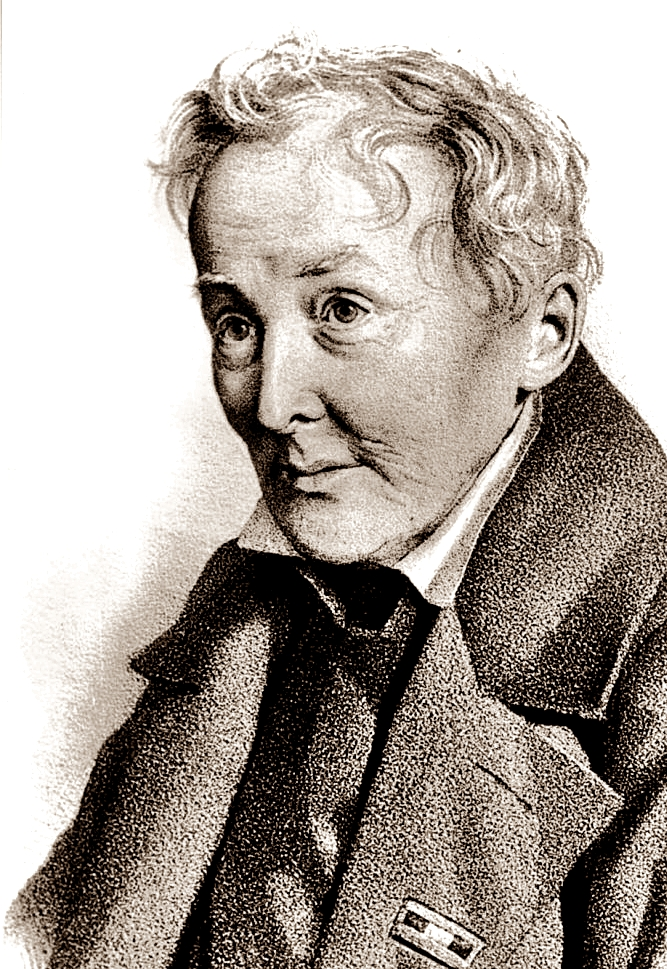
W. G. Tilesius von Tilenau. Zeichnung von Gustav Schlick, 1846

Wilhelm Gottlieb Tilesius von Tilenau (* 17. Juli 1769 in Mühlhausen/Thüringen; † 17. Mai 1857 ebenda) war Naturforscher und Arzt, Zeichner und Kupferstecher. Er war Kaiserlicher Hofrat in Sankt Petersburg, Ritter des Russischen Wladimir-Ordens und Ritter der französischen Ehrenlegion.

## Leben und Wirken
Tilesius studierte ab 1790 Naturwissenschaften und Medizin an der Universität Leipzig und nahm gleichzeitig Zeichenunterricht bei Adam Friedrich Oeser an der Kunstakademie in der Pleißenburg. Er absolvierte die Magisterprüfung der Künste 1795, promovierte 1797 zum Doktor der Philosophie, und 1801 zum Doktor der Medizin. 1795/96 begleitete er den Grafen und Naturforscher Johann Centurius von Hoffmannsegg auf einer Schiffsreise nach Portugal. Auf der Portugalreise beschäftigte er sich insbesondere mit Meerestieren. Die Ergebnisse veröffentlichte er in mehreren Abhandlungen. Sie dienten ihm später als Referenz für die Teilnahme an der Weltumsegelung. Nach vergeblichen Bewerbungen in Leipzig wurde er 1803 zum Professor an die Moskauer Universität berufen.
Er nahm als Schiffsarzt, Meereszoologe und Expeditionszeichner auf der Fregatte Nadeschda an der ersten russischen Weltumsegelung 1803–1806 unter Adam Johann von Krusenstern teil. Sein Bildband zum Expeditionsbericht erschien 1814.
1802 nahm ihn die Akademie gemeinnütziger Wissenschaften zu Erfurt als Mitglied auf. 1808 fand er als korrespondierendes Mitglied Aufnahme in die Bayerische Akademie der Wissenschaften. Am 25. Juni 1812 wurde er korrespondierendes Mitglied der Königlich-Preußischen Akademie der Wissenschaften in Berlin. 1820 wurde er Mitglied der Deutschen Akademie der Naturforscher Leopoldina. 1809 wurde er außerordentliches und 1817 Ehrenmitglied der Russischen Akademie der Wissenschaften in St. Petersburg.

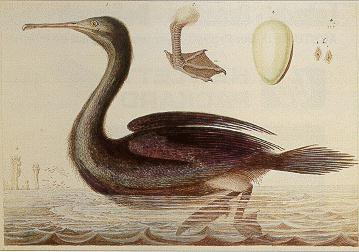
Uriöll – ein Kormoran oder Seerabe. Aquarell, Pinsel, Feder, datiert 23. September 1805

Wilhelm Gottlieb Tilesius von Tilenau ist Erstbeschreiber mehrerer Tier- und Pflanzenarten, u. a. beschrieb er drei Arten von Panzergroppen, die Rote Königskrabbe sowie eine Meduse. Ein Bergkegel an der Nordküste von Honshū wurde von Krusenstern Pik Tilesius benannt. Der 1625 m hohe Berg trägt den japanischen Namen Iwaki. Bis 1814 blieb er in den Diensten des Zaren in Sankt Petersburg und erbrachte die Druckvorlage von Krusensterns Reisebericht. In der Zeit kümmerte er sich insbesondere um die Umsetzung seiner Zeichnungen in Stiche.
Am 12. Mai 1807 hatte er Olympia Clementine von Witzky geheiratet. Nachdem sich seine junge Frau 1808 von ihm getrennt hatte, entschied sich Tilesius 1809 für die Rückkehr in seine Heimatstadt Mühlhausen. Dort konnte er seinen Sohn Adolf in die Obhut der Großmutter geben und ihm eine angemessene Erziehung zukommen lassen. Er selbst lebte bis 1822 von der Pension, die ihm Zar Alexander gewährt hatte. Erst ab 1822 arbeitete er wieder als Zeichner und Buchillustrator. Vom Sommersemester 1827 bis zum Wintersemester 1832 lehrte er schließlich, mit einigen Semestern Unterbrechung, an der Universität Leipzig. Erst nach seinem Tode im Jahre 1857 kam er auch in seiner Heimatstadt zu Ruhm und Anerkennung und prägte den stadtbekannten Familiennamen. Eines von drei Gymnasien in Mühlhausen, das Tilesius-Gymnasium, trägt heute seinen Namen.
Sein Onkel war der Arzt und Heimatforscher Christian Gottlieb Altenburg.
Sein Nachlass, der sich im Besitz der Universität Leipzig befindet, wird heute wieder zugänglich gemacht unter anderem über das Museum für Völkerkunde zu Leipzig.

## Veröffentlichungen
- 1799: „Nachtrag zur Berichtigung einzelner Ansichten in dem Gemälde von Lissabon und einzelne Fragmente eines Augenzeugen zur Kenntniß dieser Hauptstadt“. In: Joseph-Barthélémy-François Carrère, Neuestes Gemälde von Lissabon. Aus dem Franz. Mit einem Anhang von W. Tilesius. Leipzig, Karl Wilhelm Küchl (S. 321–504).
- 1799: Johann Christian ROSENMÜLLER/Wilhelm Gottlieb TILESIUS (Hg.), Beschreibung merkwürdiger Höhlen. Ein Beitrag zur physikalischen Geschichte der Erde. Leipzig, Breitkopf und Härtel.
- 1800: Verzeichnis und Bestimmung merkwürdiger Seeproducte
- 1800: „Ueber den Zustand der Zergliederungskunst in Portugal“. In: Johann Christian ROSENMÜLLER/Heinrich F. ISENFLAMM (Hg.), Beiträge für die Zergliederungskunst. Bd. 1, Heft 3. Leipzig, Tauchnitz (S. 383–435).
- 1802: Über die sogenannten Seemäuse
- 1802: Jahrbuch der Naturgeschichte zur Anzeige und Prüfung neuer Entdeckungen und Beobachtungen und zur solcher Aufnahme solcher Beyträge, welche zur Erweiterung und Berichtigung der gesammten Naturgeschichte unmittelbar abzwecken. Bd. 1. Leipzig, Karl Wilhelm Küchl.
- 1813: Naturhistorische Früchte der ersten russischen Weltumsegelung
- 1826: Naturhistorische Abhandlungen und Erläuterungen, besonders die Petrefaktenkunde betreffend, Kassel 1826